# Deutscher Hebammenverband

Logo

Der Deutsche Hebammenverband (DHV) ist der größte deutsche Berufsverband für Hebammen und Entbindungspfleger. Der Verband vertritt die Interessen aller Hebammen: Freiberufliche und angestellte Hebammen, Lehrerinnen für Hebammenwesen, Familienhebammen sowie Hebammenschülerinnen. Nach eigenen Angaben hat der Verband im Jahr 2017 über 19.000 Mitglieder.
Der Verband hat 16 Landesverbände. Neben der berufspolitischen Vertretung bietet der DHV Fortbildungen für Hebammen an. Diese sind bei Hebammen in Deutschland in regelmäßigen Abständen vorgeschrieben. Der DHV gilt allerdings nicht als Gewerkschaft und darf deshalb keine Tarifverhandlungen für festangestellte Hebammen führen. Für die Tarife in den Krankenhäusern ist meist die Dienstleistungsgewerkschaft ver.di (Fachbereich 03 – Gesundheit, Soziale Dienste, Wohlfahrt und Kirchen) zuständig.

## Geschichte
1885 wurde der erste Hebammenverband in Deutschland durch Rosina Neumann und Olga Gebauer gegründet. Neumann arbeitete als freie Hebamme und rief zum ersten Treffen der Berliner Hebammen auf. Damals gründeten 300 Hebammen den ersten modernen Hebammenverband.
1933 – nach der Machtübernahme des NS-Regimes – entstand im Rahmen der Gleichschaltung der Berufsverbände die Standesorganisation „Reichsfachschaft deutscher Hebammen“, welche 1945 aufgelöst wurde.
Seit Oktober 2008 heißt der ehemalige Bund Deutscher Hebammen nun 'Deutscher Hebammenverband e.V.'
Grund für die Namensänderung war, dass der Verband Hebammen aller Nationalitäten und Kulturen offenstehen möchte und sich für Familien aller Nationalitäten zuständig sieht.

## Politische Arbeit
Nachdem im Mai 2012 in Berlin im DHV organisierte Hebammen mit einer Demonstration auf ihre Lage aufmerksam gemacht hatten, kündigte der damalige Bundesgesundheitsminister Daniel Bahr an, die freiberuflichen Hebammen besser unterstützen. Er fordere die Krankenkassen auf, bei künftigen Verhandlungen die Situation der Hebammen besser zu berücksichtigen.
Seit 2019 verhandeln der Spitzenverband der Gesetzlichen Krankenversicherung (GKV-SV), der Deutsche Hebammenverband (DHV) und der Bund freiberuflicher Hebammen Deutschlands (BfHD) über eine neue Gebührenverordnung für freiberufliche Hebammen. Besonders der DHV gerät durch die Verzögerungen der Verhandlungen immer mehr in die Kritik.
Auch verbandsunabhängig kommt es immer häufiger zu Protestaktionen, die auf die Existenznöte deutscher Hebammen hinweisen. Dazu zählen unter anderem die verbandsunabhängigen Gruppen "Hebammenprotest" und die "Initiative freiberuflicher Hebammen". Die jahrelang ausbleibende Gebührenanhebung bedroht die Existenz freiberuflich arbeitender Hebammen immer stärker. Immer mehr Hebammen sehen sich dazu gezwungen, ihren Beruf aufzugeben. Dadurch ist die Versorgung der Frauen während Schwangerschaft, Geburt und Wochenbett in Gefahr. Auch im Krankenhaus hat sich die Situation für angestellte Hebammen verschlechtert: Die Arbeitsbelastung ist insgesamt sehr hoch. Hebammen müssen außerdem mehrere Frauen im Kreißsaal gleichzeitig betreuen.

## Medien
Als Mitgliederzeitschrift gibt der DHV seit 2000 das Hebammenforum heraus. Inhalt des monatlichen Magazins sind sowohl Fachartikel wie auch Verbandsnachrichten sowie länderspezifische und bundesweite Fortbildungstermine, Tagungs- und Kongresstermine und Stellenanzeigen.